# Елизаветинская рукодельная школа
Елизаветинская рукодельная школа — дореволюционное учебное заведение в Кунгуре, Пермский край. Здание Елизаветинской рукодельной школы является памятником градостроительства и архитектуры регионального значения.

## История
Российский предприниматель, купец и благотворитель, почётный гражданин Кунгура Алексей Семёнович Губкин, открывая своё дело, дал обет жертвовать каждую копейку с заработанного рубля бедным или на богоугодное дело. В память о своей рано умершей дочери Елизаветы в 1872 г. Губкин открыл приют для бедных девочек-сирот. Для этого на свои средства А. С. Губкин построил в Кунгуре трёхэтажное здание из кирпича по проекту архитектора из Санкт-Петербурга Р. Р. Генрихсена. Здание было возведено по передовым для тех времён технологиям: оно было оснащено водопроводом, газовым освещением и паровым отоплением. Постройка комплекса зданий была завершена в 1878 г.: при основном здании работали также больница и библиотека.
Вскоре приют был преобразован в рукодельную школу. В ней проживали и обучались до пятидесяти девочек с семи до восемнадцати лет. Им преподавали общеобразовательные предметы, а также рукоделие, домоводство и кулинарию. Ученицы старших классов могли шить одежду на заказ для жителей города. Также в школе был принят обычай, по которому выпускница перед выпуском должна была сама сшить себе приданое. Елизаветинская школа была под покровительством императрицы Марии Фёдоровны.
После Октябрьской Революции 1917 г. в период 1922—1926 гг. в здании школы находились Кунгурские высшие художественно-промышленные мастерские, а с 1926 года Кунгурское педагогическое училище. С 5 июля 1941 по 18 ноября 1943 г. здесь размещался эвакогоспиталь № 1718, с 25 ноября 1943 г. по 1 декабря 1945 г. — эвакогоспиталь № 5935. Здесь размещался Кунгурский колледж промышленных технологий, управления и дизайна, а в настоящее время — начальные классы Государственного бюджетного профессионального учреждения «Кунгурский центр образования № 1».